# باپتیست والت
باپتیست والت (انگلیسی: Baptiste Valette؛ زادهٔ ۱ سپتامبر ۱۹۹۲) بازیکن فوتبال اهل فرانسه است.
از باشگاه‌هایی که در آن بازی کرده‌است می‌توان به باشگاه فوتبال سن-اتین و باشگاه ورزشی مون‌پلیه اشاره کرد.
وی همچنین در تیم ملی فوتبال ساحلی فرانسه بازی کرده‌است.